# Marley & Me (film)
Marley & Me er en amerikansk filmkomedie fra 2008, baseret på John Grogans selvbiografiske bog af samme navn. Filmen er instrueret af David Frankel. Hovedrollerne spilles af Owen Wilson og Jennifer Aniston.

## Handling
Filmen handler om John (Owen Wilson) og Jennifer Grogan (Jennifer Aniston), der gifter sig og flytter fra Michigan til Florida, hvor de er ansat som journalister for konkurrerende aviser. Da John fornemmer at Jenny ønsker at få børn, foreslår hans ven og kollega Sebastian Tunney (Eric Dane) at parret får en hund for at se, om de er klar til at stifte familie. En dag vil John gerne overraske Jennifer med en hund og derfor tager han med hende til en hundeinternat. Da de kommer derover, er der mange søde hvalpe at vælge imellem. De vælger den mindste hvalp, som John døber Marley, efter at have hørt en sang i radioen med Bob Marley. Men John og Jennifer finder hurtigt ud af at Marley ikke er en helt almindelig hund. De tager ham til Ms Kornblut (Kathleen Turner), der er overbevist om enhver hund kan trænes, men da Marley nægter at adlyde kommandoer, udviser hun ham fra sin klasse.

## Produktion
Filmen blev skudt on location i Floridas West Palm Beach, Fort Lauderdale, Hollywood, Miami og Dolphin Stadium, i tillæg til Philadelphia og West Chester i Pennsylvania.
Filmens score er komponeret af Theodore Shapiro, der tidligere har arbejdet sammen med instruktøren David Frankel på The Devil Wears Prada. Han blev optaget med Hollywood Studio Symphony på Newman Scoring Stage på 20th Century Fox.
Dave Barry, John Grogans South Florida humorklummeskribent-kollega, gør en ukrediteret gæsteoptræden som en gæst til surprise party, der fejrer Grogans 40 års fødselsdag.

## Modtagelse
Marley & Me vedligeholder en 61 % frisk rating på Rotten Tomatoes og en 53% positiv vurdering på Metacritic.

## Medvirkende
- Owen Wilson – John Grogan
- Jennifer Aniston – Jennifer «Jenny» Grogan
- Eric Dane – Sebastian Tunney
- Kathleen Turner – Miss Kornblut
- Alan Arkin – Arnie Klein
- Haley Hudson – Debbie
- Haley Bennett – Lisa
- Nathan Gamble – Patrick Grogan (10 år)
- Bryce Robinson – Patrick Grogan (7 år)
- Dylan Henry – Patrick Grogan (3 år)
- Finley Jacobsen – Conor Grogan (8 år)
- Ben Hyland – Conor Grogan (5 år)
- Lucy Merriam – Colleen Grogan